# Maria da Graça Andrada
Maria da Graça da Veiga Ventura de Campos Andrada (Lisboa, 15 de Janeiro de 1932 — 28 de outubro de 2023) foi uma médica portuguesa especializada em pediatria e em medicina física e de reabilitação (fisiatria). Com especialização em neuro-desenvolvimento e reabilitação pediátrica, teve uma ação de grande destaque nesta área em Portugal.

## Biografia
Filha de Carlos Vidal de Campos de Andrada e de Maria da Soledad de Herédia de Barros Leite da Veiga Ventura, Maria da Graça Andrada nasceu a 15 de Janeiro de 1932 em Lisboa. Doutorada pela Faculdade de Medicina de Lisboa na área da pediatria. Fez formação especializada em reabilitação infantil no New York University Medical Centre (1959-61).
Foi Diretora  Clínica do Centro de Reabilitação de Paralisia Cerebral Calouste Gulbenkian (CRPCCG) entre 1961 e 2002. Jubilada em 15-01-2002, desde essa data permaneceu ativamente ligada ao CRPCCG (bem como à Federação das Associações Portuguesas de Paralisia Cerebral) como consultora e investigadora em serviço de voluntariado. Foi ainda fundadora e Diretora do Serviço de Reabilitação Pediátrica e Desenvolvimento do Centro de Medicina de Reabilitação de Alcoitão (1966-1989), Presidente da Direção Nacional da Associação Portuguesa de Paralisia Cerebral e da Comissão Instaladora da Federação das Associações de Paralisia Cerebral (1997-2009).
Desenvolveu atividades de Ensino e Investigação na área do Desenvolvimento da Criança e Reabilitação Pediátrica com vários trabalhos apresentados em Seminários e Congressos, muitos deles publicados. É membro de várias Sociedades Científicas Nacionais e Estrangeiras de Pediatria, Neuropediatria, Desenvolvimento, Reabilitação, Educação Especial e de Associação Portuguesa de Paralisia Cerebral (APPC) .
Maria da Graça Andrada coordenou o grupo de trabalho do Programa da "Vigilância Nacional da Paralisia Cerebral aos 5 anos de Idade", da Unidade de Vigilância Pediátrica da Sociedade Portuguesa de Pediatria UVP-SPP em colaboração com a Federação das Associações Portuguesas de Paralisia Cerebral (FAPPC) e integrado no programa europeu "Surveillance of Cerebral Palsy in Europe" (SCPE) 2006-2012, continuando membro deste grupo.

## Distinções honoríficas
Foi agraciada pelo Presidente da República com o Grau de Grande-Oficial da Ordem do Infante D. Henrique (1988) e pelo Ministro da Saúde com a Medalha de Ouro por Serviços distintos na área da Saúde (2006).
Foi-lhe atribuído o Prémio Homenagem 2005 da Sociedade Portuguesa de Esclerose Múltipla (2006) e a Medalha de Mérito da Ordem dos Médicos. É ainda sócio Honorário da Associação Portuguesa de Paralisia Cerebral de Lisboa (APCL) e da European Bobath Tutors Association (EBTA).

## Algumas publicações
- Andrada, Maria da Graça et al. – Estudo europeu da etiologia da paralisia cerebral região de Lisboa: estudo multicêntrico europeu. Lisboa: Associação Portuguesa de Paralisia Cerebral, 2005.
- Andrada, M.G. et al. – "Validation of assessment scales for communication and oro‐motor function in children with cerebral palsy in European Academy of Childhood Disability: abstracts 2008". Development Medicine & Child Neurology. 50: Supplement 114 (June 2008) 29.[7]
- Andrada, Maria da Graça et al. – Paralisia Cerebral aos 5 anos de idade em Portugal: crianças com paralisia cerebral nascidas em 2001. Lisboa: Associação Portuguesa de Paralisia Cerebral – Federação, 2009. ISBN 978-989-20-1995-6
- Andrada, Maria da Graça et al. – Vigilância Nacional da Paralisia Cerebral aos 5 anos de idade: crianças nascidas entre 2001 e 2003. Lisboa: Associação Portuguesa de Paralisia Cerebral – Federação, 2013. ISBN 978-989-20-3630-4
- Andrada, Maria da Graça et al. – "Development of The Viking Speech Scale to classify the speech of children with cerebral palsy". Research in Developmental Disabilities 34, 2013.
- Equipa Técnica do Centro de Reabilitação de Paralisia Cerebral Calouste Gulbenkian – A criança com Paralisia Cerebral- Guia para os pais e profissionais de saúde e educação (2.ª edição). Lisboa: Associação Portuguesa de Paralisia Cerebral.[8]